# Раупис, Повилас Юозович
Повилас Юозович Раупис — советский хозяйственный и государственный деятель, Герой Социалистического Труда.

## Биография
Родился в 1927 году в селе Онушкис. Член КПСС.
В 1946—1988 — тракторист ряда МТС Литовской ССР, тракторист совхоза «Онушкис» Рокишкского района Литовской ССР.
Указом Президиума Верховного Совета СССР от 12 декабря 1973 года присвоено звание Героя Социалистического Труда с вручением ордена Ленина и золотой медали «Серп и Молот».
Депутат Верховного Совета Литовской ССР 9-го созыва. Делегат XXV съезда КПСС.
Жил в Литве.

## Награды и звания
- Герой Социалистического Труда (12.12.1973)
- Орден Ленина (23.06.1966, 12.12.1973)